# Манастир светога Пајсија Великог
Манастир светога Пајсија Великог је велики коптски манастирски комплекс из 4. века. Налази се у депресији Вади ен-Натрун у северној Африци, у провинцији Бухеира у Египту, у североисточном делу Либијске пустиње западно од делте Нила, 110 км од Каира. Године 1990. број монаха достигао је 150, укључујући 16 искушеника.
Манастир је сновао свети Пајсије Велики у 4. веку. Пајсије Велики је овде сахрањен после своје смрти. У манастиру се чувају његове мошти.
У мају 1979. године у манастиру је одржана конференција „Место монаштва у сведочанству Цркве данас“, на којој је учествовало 40 представника 14 православних и прехалкидонских цркава, чланова Светског савета цркава, као и посматрачи. из других цркава.
Током револуције у Египту, наоружани криминалци пуштени из затвора 10. фебруара 2011. напали су коптски манастир Павла Тивејског, у близини обале Црвеног мора. Коптски манастири су се обратили египатској војсци за помоћ. Пошто су обијени, манастири су подигли спољне зидове. Египатска војска је булдожером срушила ове зидове. 23. фебруара (према другим изворима, 24. фебруара 2011, војска је отворила ватру. Повређена су четири службеника манастира Светог Пајсија и један монах (према другим изворима шест запослених и два монаха).